# Charles Weiss (bibliothécaire)
Pour les articles homonymes, voir Weiss et Charles Weiss.
Pierre Charles Weiss, né le 15 janvier 1779 à Besançon (département français du Doubs) où il est mort le 11 février 1866, est un bibliothécaire, homme de lettres et bibliographe français.

## Biographie
Fils de Claude Louis Weiss, bonnetier et de Claudine Travelet, il est ami d’enfance de Charles Nodier. Il se livra de bonne heure à la littérature, cultiva la poésie, prit aux Essais littéraires, publiés par une société de jeunes gens, une part active qui lui valut d’être admis à l’Académie de Besançon, en 1807.
En 1811, il est nommé conservateur administrateur de la Bibliothèque municipale de Besançon, qu’il dirige de 1811 à 1866. Il tient un journal à partir de 1815. Il inaugure en 1818, le nouveau bâtiment, spécialement conçu pour la bibliothèque. En 1839, il rédige les premiers catalogues et complète les collections. Il obtint en particulier en 1819, l’ensemble des collections de Pierre-Adrien Pâris.
Il est l’auteur de travaux érudits, notamment sur Besançon et la Franche-Comté. Son œuvre principale, tout en mettant en valeur les collections dont il avait la charge, est de diriger la publication des papiers du cardinal de Granvelle.
Les frères Michaud (Louis-Gabriel et Joseph-François) demandent son concours pour leur Biographie universelle ancienne et moderne, à laquelle il fournit un grand nombre d’articles. En 1841, il publie à son tour une Biographie universelle, ou Dictionnaire historique, dit de Weiss.
En 1849, est publiée une ultime édition du Dictionnaire historique de François-Xavier de Feller, sous le titre de Biographie universelle ou dictionnaire historique des hommes..., en 9 vol., sous la direction de Pierre Charles Weiss et de l’abbé Busson.
Élu correspondant de l’Académie des inscriptions et belles-lettres en 1832, il est nommé officier de l’ordre de la Légion d'honneur le 29 août 1850.
Auguste Castan lui succède à la tête de la bibliothèque à partir de 1866 et poursuit ses travaux. Certains de ses écrits personnels ont été publiés après sa mort. Son journal, dont les quatre premiers volumes, couvrant les années 1815-1842, ont été publiés par Suzanne Lepin est une mine de renseignements exceptionnelle sur l’histoire intellectuelle de son époque et sur l’histoire de Besançon et la Franche-Comté.
Weiss était, en outre, le cofondateur, avec Charles-Émilien Thuriet, de la Revue littéraire de la Franche-Comté. Il apporta son concours au Bulletin du bibliophile, que le libraire-éditeur Joseph Techener avait fondé avec Charles Nodier en 1834.

## Membre de sociétés savantes
- Société des antiquaires de France (1807)[5]
- Membre correspondant de l'Académie des inscriptions et belles-lettres (1832)
- Académie des sciences, belles-lettres et arts de Besançon et de Franche-Comté[5]
- Comité des travaux historiques et scientifiques (1842-1855)[5]

## Publications

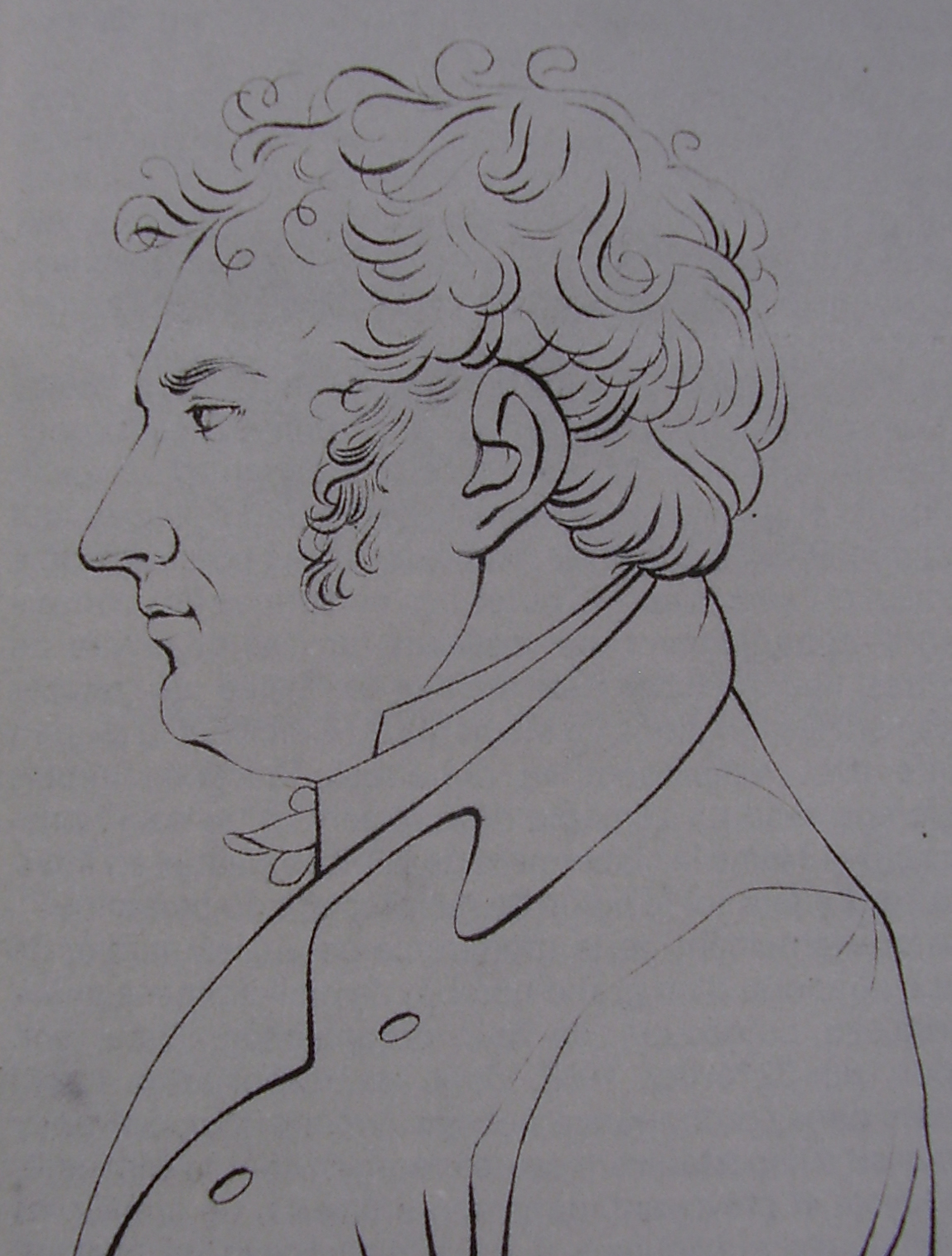
Portrait de Charles Weiss jeune.

- Catalogue de la bibliothèque de M. Paris, architecte et dessinateur de la Chambre du roi... suivi de la description de son cabinet, Besançon, Deiss, 1821, VIII-256 p.
- Biographie universelle, ou Dictionnaire historique contenant la nécrologie des hommes célèbres de tous les pays, Paris, Furne, 1841.
- Papiers d’État du cardinal de Granvelle d’après les manuscrits de la Bibliothèque de Besançon, Paris, bibliothèque royale puis bibliothèque nationale, 1841-1852, 9 vol.
- Lettres de Charles Weiss à Charles Nodier, éd. L. Pingaud, Paris, Honoré Champion, 1889.
- Journal d’un Bisontin pendant l’année 1815, éd. L. Pingaud, Besançon, Vve P. Jacquin, 1903.
- Journal (1815-1822), éd. S. Lepin, Paris, Les Belles-Lettres, 1972.
- Journal (1823-1833), éd. S. Lepin, Paris, Les Belles-Lettres, 1981.
- Journal (1834-1837), éd. S. Lepin, Paris, Les Belles-Lettres, 1990.
- Journal (1838-1842), éd. S. Lepin, Paris, Les Belles-lettres, 1997.